# 村田春海
村田 春海（むらた はるみ、延享3年（1746年） - 文化8年2月13日（1811年3月7日））は、江戸時代中期から後期にかけての国学者・歌人。本姓は平氏。通称は平四郎。字は士観（さちまろ）。号は織錦斎（にしごりのや）・琴後翁（ことじりのおきな）。賀茂真淵門下で県居学派（県門）四天王のひとり。

## 略歴
江戸の干鰯問屋に生れ、幕府連歌師の坂昌周の養子となった。のち本家の干鰯問屋を相続したが、その生活は豪奢なもので十八大通の一人にも挙げられた。その結果、家産を傾け隠居後は風雅をともにした。漢籍を服部白賁に、国典を賀茂真淵に学び、国学者で歌人の加藤千蔭（橘千蔭）とともに江戸派歌人の双璧をなし、陸奥国白河藩主で幕府老中も勤めた松平定信の寵愛を受けた。
一橋徳川家の家臣信夫道別の仲介で渡辺多勢子を養女に迎えた。村田家は春海の死後、多勢子が継いだ。
晩年は八丁堀地蔵橋に住み、隣家の住人は斎藤十郎兵衛だったとされている。

## 業績
春海は国語研究の中でも特に仮名遣いに造詣が深く、『新撰字鏡』を発見・紹介している。また、若い頃は漢学をもっぱら学んだこともあり、本居宣長のように儒教を排せず、漢詩をよく作ったことも知られている。
門下に清水浜臣、小山田与清、本間游清、小林歌城（松尾多勢子、三田葆光らの師）などがいる。仙台藩江戸詰の藩医工藤球卿（平助）とも親交があり、その娘只野真葛の文才を評価している。

## 人物
歌文の才能はもとより、書もすばらしい反面「人の悪口は鰻より旨し」などと言うほど傲慢で不遜な一面があったという。

## 著書
歌文集『琴後集』、漢詩集『錦織詩草』などがある。

### その他の著書
- 『歌苑古題類抄』20巻
- 『歌語』『かさねの色合』『古人贈答歌抄』『五十音辨誤』『字合称呼考』『字鏡考證』『字説辨誤』『天字讀方考』
- 『仙語記』『西土国習考』『斉明記童謡考後按』『神道志』『明道書』
- 『筆のさが』『わかかづら』『椿太詣記』『錦織雑記』『不問語』『作文通弊』
- 『和学大概』『古言梯再考増補標註』『歌がたり』『竺志（つくし）船物語』

### 作品注解
- 「織錦舎随筆」『日本随筆大成 第3巻』 吉川弘文館
- 「歌がたり」ほか『日本歌学大系 第8巻』 風間書房 1958
- 「和学大概」『日本思想大系 39　近世神道論・前期国学』平重道・阿部秋生校注　岩波書店 1972
- 『仮字大意抄・仮字拾要』勉誠社〈勉誠社文庫53〉 1978
- 「仙語記」『続日本随筆大成 第6巻』 吉川弘文館 1980　森銑三・北川博邦編
- 「琴後集」『和歌文学大系72』 明治書院 2009　田中康二編　ISBN 9784625414015

## 関連文献
- 田中康二『村田春海の研究[注釈 1]』汲古書院 2000年。ISBN 4762934321
- 田中康二『江戸派の研究』汲古書院、2010年。ISBN 9784762935732
- 内野吾郎『文芸学史の方法：国学史の再検討』桜楓社、1974年。
- 内野吾郎『江戸派国学論考』創林社、1979年。